# Beelen
Pour les articles homonymes, voir Beelen (homonymie).
Beelen est une commune de l'arrondissement de Warendorf, en Rhénanie-du-Nord-Westphalie, en Allemagne.